# Carlo Ghidelli

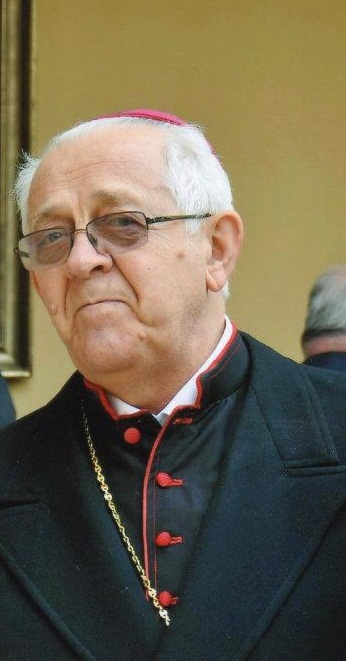
Erzbischof Carlo Ghidelli (2010)

Erzbischofswappen

Carlo Ghidelli (* 24. April 1934 in Offanengo, Provinz Cremona, Italien) ist ein italienischer Geistlicher und emeritierter römisch-katholischer Erzbischof von Lanciano-Ortona.

## Leben
Carlo Ghidelli studierte am Priesterseminar in Crema Katholische Theologie und Philosophie. Am 28. Juni 1958 empfing er das Sakrament der Priesterweihe für das Bistum Crema. Anschließend setzte er seine Studien in Rom fort und wurde an der Päpstlichen Universität Gregoriana zum Dr. theol. promoviert. Zudem erwarb er das Lizenziat in Bibelwissenschaft am Päpstlichen Bibelinstitut.
Von 1958 bis 1982 war Ghidelli Dozent für Theologie am Priesterseminar in Crema und zudem von 1970 bis 1982 an der Theologischen Fakultät von Norditalien in Mailand. Des Weiteren war er von 1963 bis 1982 bischöflicher Sekretär des Bischofs von Crema, Carlo Manziana, und von 1976 bis 1982 Diözesanseelsorger der Katholischen Aktion.
1983 wurde er Untersekretär der Italienischen Bischofskonferenz und anschließend von 1986 bis 2000 Geistlicher Beirat der Università Cattolica del Sacro Cuore.
Am 25. November 2000 ernannte ihn Papst Johannes Paul II. zum Erzbischof von Lanciano-Ortona. Die Bischofsweihe spendete ihm der Kardinalpräfekt der Kongregation für die Bischöfe, Giovanni Battista Re, am 14. Januar 2001; Mitkonsekratoren waren der emeritierte Erzbischof von Lanciano-Ortona, Enzio d’Antonio, und der Bischof von Crema, Angelo Paravisi. Später wurde Ghidelli zudem Präsident der Bischofskonferenz der Kirchenregion Abruzzen-Molise.
Am 11. Oktober 2010 nahm Papst Benedikt XVI. sein aus Altersgründen vorgebrachtes Rücktrittsgesuch an. Ghidelli zog nach seiner Emeritierung nach Mailand.